# 셀레나 고메즈 & 더 신
셀레나 고메즈 & 더 신(영어: Selena Gomez & the Scene)은 2008년 할리우드에서 결성된 팝 밴드이다. 셀레나 고메즈가 리드 싱어로 활동하고 있다.
틀:셀레나 고메즈 & 더 신